# 25 mars 1940
Le lundi 25 mars 1940 est le 85e jour de l'année 1940.

## Naissances
- Alexandre Prochkine, Réalisateur et scénariste russe
- Amadou Gakou, athlète sénégalais
- Anita Bryant, chanteuse américaine
- Anita Shapira, historienne israélienne
- Claude Karnoouh, anthropologue français
- Cremilda de Lima, auteure pour la jeunesse angolaise
- Dany Cintra (morte le 3 juin 2014), actrice française
- Guy-Pierre Baumann, cuisinier et restaurateur français
- Guy Bontempelli (mort le 16 décembre 2014), chanteur de variétés
- Heinz Leuzinger (mort le 13 octobre 2007), guide de haute montagne et peintre suisse
- Igor Romichevski (mort le 28 septembre 2013), joueur professionnel russe de hockey sur glace
- Jean Ichbiah (mort le 26 janvier 2007), ingénieur français
- Mina, chanteuse italienne
- Patricia Clark Kenschaft, mathématicienne américaine
- Philippe Sainteny, journaliste
- Saïd Mekbel (mort le 3 décembre 1994), journaliste et chroniqueur satirique algérien
- Simon Murray, homme d'affaires britannique, écrivain et ancien légionnaire
- Stuart Holland, personnalité politique britannique

## Événements
- Création de Ligue des membres de la diète menant la guerre sainte